# Nerf cutané brachial latéro-supérieur
Le nerf cutané brachial latéro-supérieur (ou nerf cutané de l'épaule ou nerf cutané latéral supérieur du bras) est un nerf sensitif du bras.

## Origine
Le nerf cutané brachial latéro-supérieur est le prolongement de la branche postérieure du nerf axillaire. Il nait souvent d'une racine commune avec le nerf du muscle petit rond. Il contient les axones des branches ventrales des nerfs spinaux C5 et C6.

## Trajet
Le nerf cutané brachial latéro-supérieur contourne le bord postérieur du muscle deltoïde dans sa partie moyenne et traverse le fascia brachial.
Il se distribue et innerve la partie dorso-latérale de l'épaule et du bras.